# Kanton Lorgues
Der Kanton Lorgues war bis 2015 ein französischer Wahlkreis im Arrondissement Draguignan, im Département Var und in der Region Provence-Alpes-Côte d’Azur; sein Hauptort war Lorgues. Vertreter im Generalrat des Départements war zuletzt von 1998 bis 2015 Barthélemy Mariani (PS).
Der Kanton Lorgues war 173,47 km² groß und hatte (1999) 15.805 Einwohner, was einer Bevölkerungsdichte von 91 Einwohnern pro km² entsprach. Er lag im Mittel 155 Meter über Normalnull, zwischen 16 Meter in Les Arcs und 444 Meter in Le Thoronet.

## Gemeinden
Der Kanton bestand aus vier Gemeinden:
| Gemeinde    | Einwohner Jahr | Fläche km² | Bevölkerungsdichte | Code INSEE | Postleitzahl |
| ----------- | -------------- | ---------- | ------------------ | ---------- | ------------ |
| Les Arcs    | 7.137 (2013)   | 54,26      | 132 Einw./km²      | 83004      | 83460        |
| Lorgues     | 9.193 (2013)   | 64,37      | 143 Einw./km²      | 83072      | 83510        |
| Taradeau    | 1.808 (2013)   | 17,31      | 104 Einw./km²      | 83134      | 83460        |
| Le Thoronet | 2.397 (2013)   | 37,53      | 64 Einw./km²       | 83136      | 83340        |